# بني يخلف (ولاية بشار)
بني يخلف بلدية بولاية بني عباس الجزائرية، تقع اٍلى الجنوب من مدينة بني عباس. يبلغ عدد سكانها 2488 نسمة.
تضم بلدية بني يخلف التابعة لدائرة كرزاز تجمعين سكانيين هما بني يخلف وقرزيم، كما تشتهر بضريح الشيخ سيدي عبد الله بن الشيخ.

## الموقع
تقع في الجنوب الغربي من الجزائر أنشأت حسب التقسيم الإداري الجديد بموجب القانون رقم 84-09 بتاريخ 04-04-1984 المتضمن النظام الإقليمي للبلاد، لكن الانطلاق الحقيقي للأعمال بها بدأ في شهر جانفي 1985 ن فأصبحت بعد هذا التاريخ بلدية تابعة لدائرة كرزاز بولاية بشار.......
تقع بلدية بني يخلف جنوب ولاية بشار بحوالي 310 كم وهي تتوسط ولاية بشار وولاية أدرار،

## جغرافية
تبلغ مساحتها حوالي 1 812 كم2. وعدد سكانها الإجمالي 2 471 نسمة.
وتمتاز بلدية بني يخلف بموقعها الإستراتيجي الهام والجداب فهي بين سلسلة جبلية وكتبان رملية ذهبية ويتوسطها مجرى الواد - واد الساورة-.
والذي يزيدها جمالا وبهاءا واحات النخيل الجدابة، كما أنها تحافظ على بعض العادات والتقاليد التي تتجلى في المناسبات المحلية المختلفة والأعياد الدينية وتحوي منطقة بني يخلف بعض القصور الدالة على قدم البلاد مثل : الحوش والمناصرة والقصر القديم والجويمع.

## المناخ
يظهر الجدول التالي التغييرات المناخية على مدار السنة لبني يخلف:
| البيانات المناخية لـبني يخلف      | البيانات المناخية لـبني يخلف | البيانات المناخية لـبني يخلف | البيانات المناخية لـبني يخلف | البيانات المناخية لـبني يخلف | البيانات المناخية لـبني يخلف | البيانات المناخية لـبني يخلف | البيانات المناخية لـبني يخلف | البيانات المناخية لـبني يخلف | البيانات المناخية لـبني يخلف | البيانات المناخية لـبني يخلف | البيانات المناخية لـبني يخلف | البيانات المناخية لـبني يخلف | البيانات المناخية لـبني يخلف |
| الشهر                             | يناير                        | فبراير                       | مارس                         | أبريل                        | مايو                         | يونيو                        | يوليو                        | أغسطس                        | سبتمبر                       | أكتوبر                       | نوفمبر                       | ديسمبر                       | المعدل السنوي                |
| --------------------------------- | ---------------------------- | ---------------------------- | ---------------------------- | ---------------------------- | ---------------------------- | ---------------------------- | ---------------------------- | ---------------------------- | ---------------------------- | ---------------------------- | ---------------------------- | ---------------------------- | ---------------------------- |
| متوسط درجة الحرارة الكبرى °م (°ف) | 19.2 (66.6)                  | 22.3 (72.1)                  | 26.6 (79.9)                  | 31.3 (88.3)                  | 35.8 (96.4)                  | 42.2 (108.0)                 | 45.1 (113.2)                 | 44.6 (112.3)                 | 40.4 (104.7)                 | 33.6 (92.5)                  | 24.4 (75.9)                  | 18.9 (66.0)                  | 32.0 (89.7)                  |
| المتوسط اليومي °م (°ف)            | 11.6 (52.9)                  | 14.4 (57.9)                  | 18.7 (65.7)                  | 23.1 (73.6)                  | 27.6 (81.7)                  | 33.1 (91.6)                  | 36.5 (97.7)                  | 35.1 (95.2)                  | 31 (88)                      | 24.1 (75.4)                  | 17.5 (63.5)                  | 12.3 (54.1)                  | 23.8 (74.8)                  |
| متوسط درجة الحرارة الصغرى °م (°ف) | 4 (39)                       | 6.6 (43.9)                   | 10.8 (51.4)                  | 15 (59)                      | 19.5 (67.1)                  | 24.7 (76.5)                  | 28 (82)                      | 27 (81)                      | 23.4 (74.1)                  | 16.8 (62.2)                  | 10.7 (51.3)                  | 5.7 (42.3)                   | 16.0 (60.8)                  |
| الهطول مم (إنش)                   | 6 (0.2)                      | 5 (0.2)                      | 9 (0.4)                      | 4 (0.2)                      | 2 (0.1)                      | 1 (0.0)                      | 1 (0.0)                      | 1 (0.0)                      | 2 (0.1)                      | 6 (0.2)                      | 8 (0.3)                      | 7 (0.3)                      | 52 (2)                       |
| المصدر: climate-data.org          |                              |                              |                              |                              |                              |                              |                              |                              |                              |                              |                              |                              |                              |